# Frammi við Gjónna
Frammi við Gjónna er et gårdbrug på Færøerne. Gården her blev opført under niðursetutíðin i 1815, men stedet har sandsynligvis været bebygget tidligere. Gården ligger ved Leynavatn i Kvívíkar kommuna på Streymoy. Frammi við Gjónna er et typisk eksempel på en færøsk bondegård, hvor beboerne boede i lange stenhuse med græstag og ernærede sig ved fårehold. I dag huser gården restauranten Koks. De flade sletter nedenfor ved gården ved Leynavatn er stadig opdyrket. Frammi við Gjónna var motiv for to frimærker graveret af Czesław Słania og udgivet af Postverk Føroya i 1987.